# Thomas McGettrick
Thomas McGettrick SPS (* 22. Dezember 1905 in Killavil bei  Ballymote, County Sligo, Vereinigtes Königreich Großbritannien und Irland; † 17. Dezember 1988) war ein irischer Ordensgeistlicher und römisch-katholischer Bischof von Abakaliki.

## Leben
Thomas McGettrick besuchte das St. Nathy’s College in Ballaghaderreen. Anschließend studierte er Philosophie und Katholische Theologie am St Patrick’s College in Maynooth. McGettrick empfing am 22. Juni 1930 in Maynooth durch den Bischof von Down und Connor, Daniel Mageean, das Sakrament der Priesterweihe für das Bistum Achonry. 1932 trat McGettrick der Ordensgemeinschaft der St. Patrick’s Gesellschaft für auswärtige Missionen bei und wurde als Missionar nach Nigeria entsandt. Papst Pius XII. bestellte ihn am 10. November 1939 zum Apostolischen Präfekten von Ogoja.
Am 1. Januar 1955 wurde Thomas McGettrick infolge der Erhebung der Apostolischen Präfektur Ogoja zum Bistum erster Bischof von Ogoja. Der Erzbischof von Armagh, John Kardinal D’Alton, spendete ihm am 22. Mai desselben Jahres in Maynooth die Bischofsweihe; Mitkonsekratoren waren der Bischof von Achonry, James Fergus, und der Bischof von Kildare und Leighlin, Thomas Keogh.
Thomas McGettrick nahm an allen vier Sitzungsperioden des Zweiten Vatikanischen Konzils teil. Papst Paul VI. ernannte ihn am 1. März 1973 zum ersten Bischof von Abakaliki. Am 19. Februar 1983 nahm Papst Johannes Paul II. das von McGettrick vorgebrachte Rücktrittsgesuch an.